# Fannie Ward
Fannie Ward, även Fanny Ward, född Fannie Buchanan den 22 februari 1872 i St. Louis i Missouri, död 27 januari 1952 i New York i New York, var en amerikansk skådespelare. Hon medverkade i ett 20-tal stumfilmer, bland annat i Den gula demonen (1915).

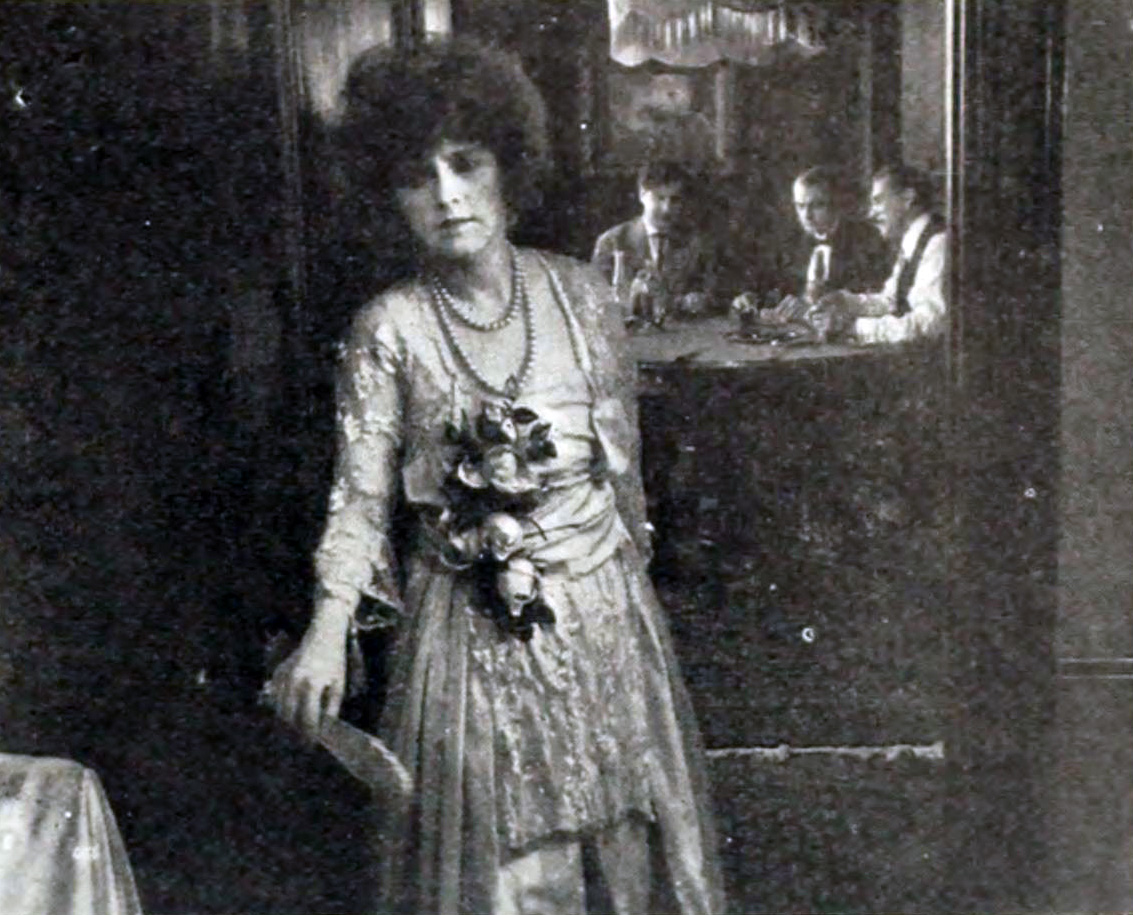
A Gutter Magdalene (1916)
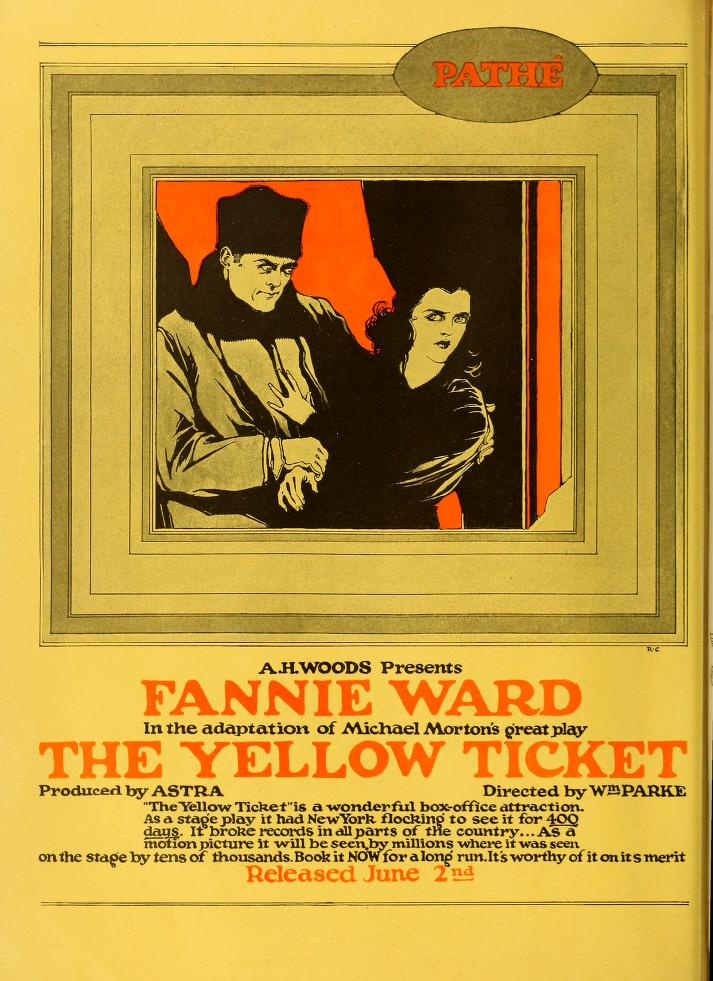
The Yellow Ticket, 1918
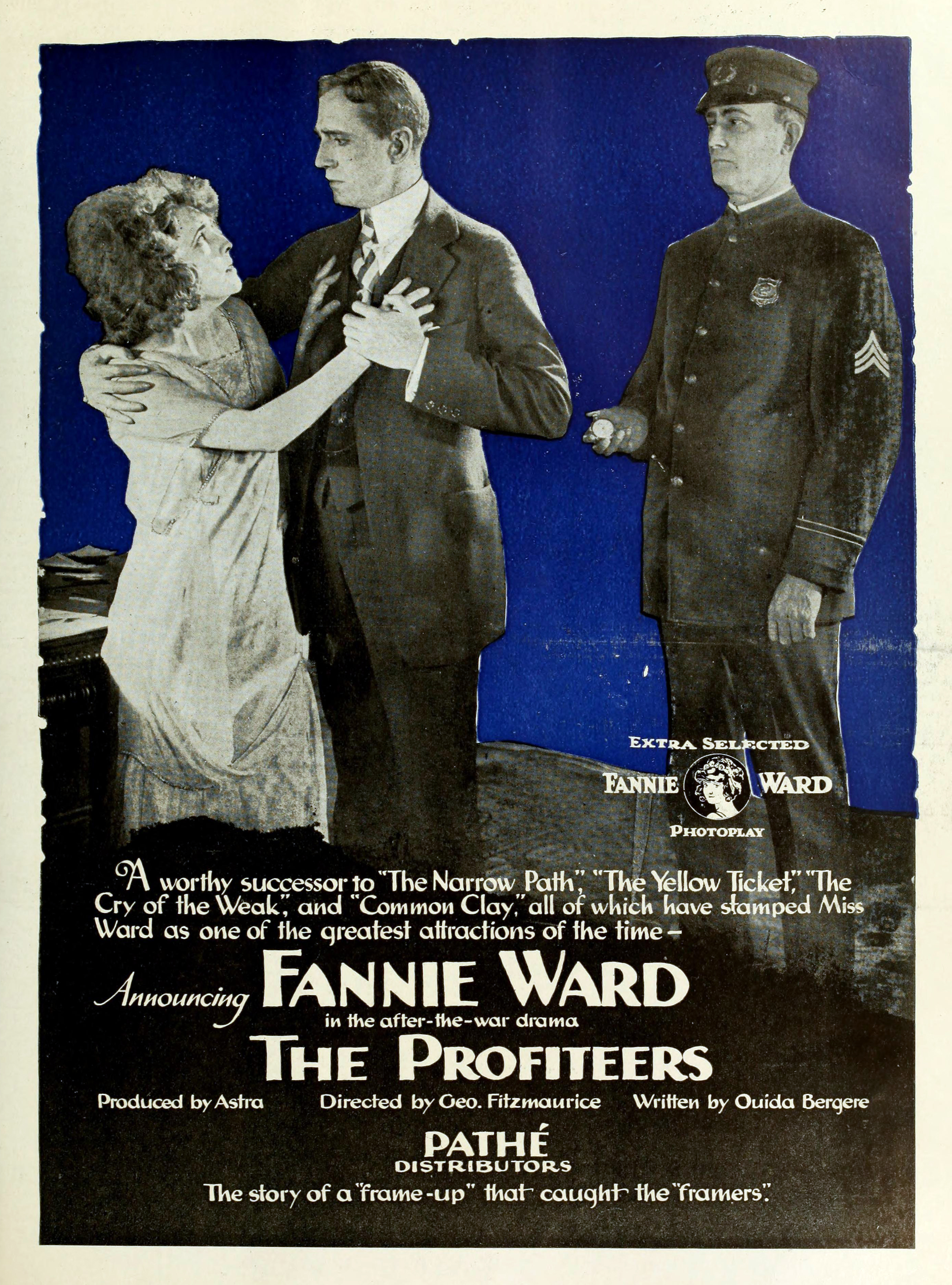
The Profiteers, 1919